# 33 (album)
Albums de Luis Miguel
Mis boleros favoritos
(2002) México en la piel
(2004)
33 est le quinzième album studio du chanteur mexicain Luis Miguel. Il est sorti sur Warner Music Latina le 30 septembre 2003. Le disque contient des ballades pop et des morceaux disco rythmés. L'album a été produit par Miguel et enregistré à Hollywood, en Californie. 33 a été promu par deux singles, « Te Necesito » et « Un Te Amo » . Il a également été promu par une tournée qui a duré de 2003 à 2004. Plusieurs auteurs de chansons, dont Armando Manzanero, Juan Luis Guerra et Kike Santander (en), ont contribué aux compositions du disque.
33 a reçu des appréciations défavorables de la part des critiques musicaux. L'album a été critiqué pour avoir des styles musicaux similaires aux précédents disques pop de Miguel. Il a reçu une nomination aux Grammy pour le meilleur album pop latin et une nomination aux Grammy latin pour le meilleur album vocal pop masculin. Le disque a atteint la première place des hitparades en Argentine et en Espagne, ainsi qu'au classement Billboard Top Latin Albums aux États-Unis. En 2004, il s'était vendu à plus de 2,5 millions d'exemplaires.

## Contexte
En 2002, Luis Miguel a publié Mis boleros favoritos, un album compilation de boléros de la série Romance. Il a tenu une conférence de presse en octobre 2002 en Espagne pour promouvoir l'album. Au cours de cette conférence, Miguel a mentionné que son prochain album studio serait un disque pop et qu'il contiendrait des chansons originales. Il a également exprimé son intérêt à combiner pop et boléro pour son prochain projet. Miguel avait commencé à recruter des compositeurs pour le nouvel album le mois précédent. Le titre de l'album, « 33 », a été annoncé le 3 septembre 2003. Concernant le titre de l'album, Miguel a fait des commentaires : « C'est une réflexion très personnelle de ma part et une façon de la partager avec mes fans. C'est la démonstration d'une autre époque de ma vie et c'est pour informer sur ce que peut vivre une personne de cet âge ». Il a été enregistré à Hollywood, en Californie, et produit par Miguel.

## Composition
33 est un album pop dont les styles musicaux sont similaires à ceux de ses précédents disques, Aries (1993) et Amarte es un placer (1999). Sur les onze titres du disque, six sont des ballades pop et cinq des morceaux rythmés. Miguel a fait appel à des paroliers tels qu'Armando Manzanero, Kike Santander (en) et Juan Luis Guerra pour plusieurs des compositions de l'album. Manzanero a composé trois ballades pour le disque : Un Te Amo, Nos Hizo Falta Tiempo et Ahora Que Te Vas. Miguel reprend également Que Tristeza de Manzanero. Sur Un Te Amo, le protagoniste apprécie les « petites bénédictions » de son amante. Dans Ahora Que Te Vas, le chanteur fait face à une occasion manquée et doit accepter la perte. Santander a composé deux chansons : Y Sigo et Devuélveme el Amor. Y Sigo est un morceau rythmé qui « contraste avec les paroles de la chanson de l'amour perdu » tandis que Devuélveme el Amor fait visiter au chanteur « ses vieux amis la solitude et le désespoir »,.
Con Tus Besos est une chanson des années 1970, influencée par le R&B et le disco tropical, avec des cuivres en fond,. Eres et Vuelve sont des airs rythmés qui ont le même style musical. Te Necesito, composé par Guerra, est une chanson « pop aérienne et rebondissante » avec des « rythmes claquants » et un chant soutenu par Take 6,. L'album se termine avec la ballade Que Hacer.

## Promotion

### Singles
Te Necesito est sorti comme premier single de l'album le 3 septembre 2003 ; il a atteint le sommet du classement Billboard Hot Latin Songs aux États-Unis. Le clip de la chanson a été filmé à Pasadena, en Californie, et réalisé par Daniela Federici. Le deuxième single de l'album, Un Te Amo, est sorti en novembre 2003 et a atteint la 30e place du hitparade Hot Latin Songs,. Vuelve est sorti en single promo au Mexique en 2003.

### Tournée
Pour promouvoir 33, Miguel a commencé sa tournée le 8 octobre 2003 à Palm Desert, en Californie. Il a tourné dans tous les États-Unis jusqu'à son dernier spectacle le 17 novembre 2003 à Duluth, en Géorgie. Après ses concerts aux États-Unis, il a poursuivi la première partie de sa tournée en Amérique du Sud en commençant par le Chili le 27 novembre 2003. Il a terminé la première partie de sa tournée le 7 décembre 2003 en Argentine. Miguel a gagné neuf millions de dollars grâce à ses concerts aux États-Unis.
Il a entamé la deuxième partie de sa tournée en donnant 25 spectacles consécutifs à l'Auditorium national de Mexico du 15 janvier au 16 février 2004, battant ainsi le précédent record détenu par ses 21 spectacles lors de la tournée Amarte Es Un Placer en 2000. Après ses spectacles à Mexico, il a donné des récitals dans le pays, chantant à Guadalajara, Monterrey et Tijuana. Ses concerts à l'Auditorium national ont rapporté plus de douze millions de dollars. Il est retourné aux États-Unis où il a donné quatre spectacles.
La dernière étape de sa tournée a été lancée le 23 septembre 2004, où il s'est produit en Espagne. Après ses spectacles en Espagne, il a effectué une tournée en Amérique centrale, où il s'est produit au Guatemala, au Costa Rica, au Salvador et au Panama. Il a ensuite conclu sa tournée après s'être produit en Colombie, en Équateur et au Pérou. La tournée 33 (en) a rapporté plus de 29 millions de dollars.

## Accueil et récompenses
Un rédacteur d'AllMusic a attribué à 33 quatre étoiles sur cinq aux chansons rythmées « images d'un spectacle de variété espagnol en or massif » et a estimé que Miguel « livre » sur les ballades Nos Hizo Falta Tiempo, Ahora Que Te Vas et Que Hacer comme exemples. La critique du Chicago Sun-Times, Laura Emerick, a donné à l'album 2,5 étoiles sur 4, en précisant que si Manzanero a « écrit quelques ballades à couper le souffle », elle a mentionné qu'elles sont « étouffées sous la couverture habituelle de cordes lourdes et de synthétiseurs ». Alejandro Riera du Chicago Tribune a qualifié 33 d'« album le plus faible » de Luis Miguel. Il a qualifié les arrangements de l'album de « ringards, maladroits et fastidieux » et a estimé qu'ils noyaient la « sincérité » des paroles du disque.
Le critique du Dallas Morning News, Mario Tarradell, a attribué au disque la note « C » pour avoir des arrangements similaires aux précédents albums pop de Miguel. Tarradell a comparé Con Tus Besos à Suave de Aries et Sol, Arena y Mar de Amarte es un placer (1999) avec « les mêmes cors, percussions et chœurs ». Il considère également les ballades comme « toutes identiques ». Hiram Soto, du San Diego Union-Tribune, a attribué à l'album 2,5 étoiles sur 4 et a déclaré que 33 « souligne à nouveau les limites du chanteur à enregistrer soit de la pop soit des boléros » et l'a qualifié de « valeur sûre ». Il a fait l'éloge de Te Necesito comme étant le meilleur morceau du disque et a complimenté la composition de Y Sigo de Santander comme étant « mémorable », mais a trouvé que les arrangements de Ahora Que Te Vas et Que Tristeza étaient « maladifs ». Le critique de San Antonio Express-News, Ramiro Burr, a donné à l'album trois étoiles sur quatre et a fait l'éloge de la production du disque et de la voix de Miguel. Il a qualifié Un Te Amo" de "classe, Te Necesito de « dance fun », et a complimenté les « chœurs énergiques et chantants » de Con Tus Besos.
Lors de la 46e édition des Grammy Awards en 2004, 33 a été nommé aux Grammy pour le meilleur album de pop latine, qui a été attribué à No Es lo Mismo d'Alejandro Sanz,. Lors de la 5e édition des Latin Grammy Awards, la même année, il a été nommé pour le meilleur album vocal masculin pop, qui a également été attribué à No Es lo Mismo. Il a également été nommé dans la catégorie « Album pop latin de l'année par un artiste masculin » lors des prix Billboard de musique latine 2004.

## Ventes
Aux États-Unis, 33 a débuté en tête du classement des Billboard Top Latin Albums la semaine du 18 octobre 2003 ; il a passé trois semaines à ce poste. Il a également atteint la 43e place du Billboard 200 et a été en tête du hitparade Billboard Latin Pop Albums (en),. L'album a été certifié double platine par la Recording Industry Association of America (RIAA) pour la vente de 200 000 unités. 33 a été l'album le plus vendu de 2003 au Mexique et a été certifié quintuple platine par l'Asociación Mexicana de Productores de Fonogramas y Videogramas (AMPROFON) pour la vente de 500 000 exemplaires,,. 33 a atteint la première place du classement des albums en Argentine et en Espagne et a été certifié double platine dans les deux pays,,. Le disque a également été certifié double platine au Chili pour la vente de 40 000 exemplaires. En 2004, 33 s'était vendu à plus de 2,5 millions d'exemplaires.

## Liste des titres
Adapté de Discogs.
| No  | Titre                 | Auteur                                                        | Durée |
| --- | --------------------- | ------------------------------------------------------------- | ----- |
| 1.  | Un te amo             | Armando Manzanero                                             | 4:04  |
| 2.  | Con tus besos         | Luis Miguel, Salo Loyo, Francisco Loyo                        | 3:12  |
| 3.  | Devuélme el amor      | Luis Miguel, Kike Santander                                   | 4:06  |
| 4.  | Te necesito           | Juan Luis Guerra                                              | 3:15  |
| 5.  | Nos hizo falta tiempo | Armando Manzanero                                             | 3:44  |
| 6.  | Eres                  | Luis Miguel, Edgar Cortázar, Salo Loyo, Francisco Loyo        | 4:18  |
| 7.  | Ahora que te vas      | Armando Manzanero                                             | 4:02  |
| 8.  | Qué tristeza          | Armando Manzanero                                             | 3:42  |
| 9.  | Y sigo                | Kike Santander                                                | 3:30  |
| 10. | Vuelve                | Luis Miguel, Alejandro Asensi, Francisco Loyo, Edgar Cortázar | 3:34  |
| 11. | Qué hacer             | Luis Miguel                                                   | 4:28  |

## Crédits
Adaptés d'AllMusic.

### Crédits musicaux
- Ismael Alderette – arrangememts
- Tom Aros – percussion
- Robbie Buchanan – arrangements, arrangements chœurs, piano électrique
- Paul Buckmaster – arrangements chœurs
- Luis Carrillo – bajo sexto
- Michel Colombier – arrangements chœurs
- Joel Derouin –  chef d'orchestre
- Stephen Dorff –  arrangements chœurs
- Bruce Dukov –  chef d'orchestre
- Nathan East –  bajo sexto
- Gary Grant –  cuivres
- Jerry Hey –  arrangements, cuivres
- Dan Higgens – cuivres
- Paul Jackson, Jr. – guitare
- Natisse Bambi Jones – chœurs
- Randy Kerber – arrangements, piano, piano électrique
- Michael Landau – guitar
- Francisco Loyo –  arrangements, claviers, piano, piano électrique, synthétiseur
- Victor Loyo – batterie
- Luis Miguel – arrangememts, chant, producteur
- Ralph Morrison III – chef d'orchestre
- Carlos Murguía – chœurs
- Jeff Nathanson – 	saxophone
- Kenny O'Brien – chœurs
- Tim Pierce – guitare
- Dave Reitzas – mixage
- John "J.R." Robinson – batterie
- Todd Robinson – guitare, guitare électrique
- Leland Sklar –  bajo sexto
- Ramón Stagnaro – guitare acoustique
- Take 6 – chœurs (Te Necesito)
- Michael Hart Thompson – guitare
- Giselda Vatchky – chœurs
- Wil Wheaton – chœurs
- Terry Wood – chœurs
- Reginald Young – cuivres

### Crédits techniques
- Alejandro Asensi – producteur exécutif
- Moogie Canazio  – ingénieur du son
- Ron McMaster –  mastering
- Andrew McPherson – photographie
- Dave Reitzas –  mixage
- Rafa Sardina  – mixage
- Shari Sutcliffe –  coordination de production

## Classements

### Hebdomandaires
| Hitparade (2003)                      | Meilleur classement | Réf.   |
| ------------------------------------- | ------------------- | ------ |
| Argentine (CAPIF)                     | 1                   | [ 41 ] |
| Espagne (PROMUSICAE)                  | 1                   | [ 41 ] |
| États-Unis Billboard 200              | 43                  | [ 35 ] |
| États-Unis Billboard Top Latin Albums | 1                   | [ 48 ] |
| États-Unis Billboard Latin Pop Albums | 1                   | [ 36 ] |

### Annuels
| Hitparade (2002)                        | Classement | Réf.   |
| --------------------------------------- | ---------- | ------ |
| Espagne (PROMUSICAE)                    | 11         | [ 49 ] |
| États-Unis Top Latin Albums (Billboard) | 21         | [ 50 ] |
| États-Unis Latin Pop Albums (Billboard  | 11         | [ 51 ] |